# Iona (eiland)
Iona (Gaelisch: Ì Chaluim Chille), vroeger ook wel bekend als Hy, is een eiland aan de westkust van Schotland. Het behoort tot de Binnen-Hebriden. Het eiland telt ongeveer 175 inwoners.
In 565 stichtte Columba er een klooster (Iona Abbey) dat bijzonder grote invloed op deze noordelijke streken van Europa had. Vanuit Iona verspreidde zich een netwerk van kloosters en bisdommen dat zich uitstrekte over heel Schotland en Ierland en zelfs tot in het Saksische gebied van Northumbria. Oswiu van Northumbria bekeerde zich in het klooster van Iona tot het christendom. Het eiland werd een heilige plaats waar verschillende koningen van Schotland, Ierland en Noorwegen werden begraven. In 806 werd de gehele populatie van het eiland uitgemoord door de Vikingen. Nog enkele aanvallen volgden en het klooster raakte in verval. Margaretha van Schotland herstelde het in de 11e eeuw weer. In de 13e eeuw is het een benedictijner klooster geworden.
In 1938 stichtte ds. George MacLeod op het eiland de Iona Community, een oecumenische gemeenschap die naar nieuwe wegen zoekt om het evangelie in deze tijd vorm te geven.
Iona is te bereiken met een veerboot vanaf het eiland Mull.